# Oscar Riesebeek
Oscar Riesebeek (født 23. december 1992 i Ede) er en cykelrytter fra Holland, der er på kontrakt hos Alpecin-Deceuninck.